# Балбус Тетяна Анатоліївна
Тетяна Анатоліївна Балбус (нар. 14 жовтня 1962, смт Підволочиськ, Тернопільська область) — українська художниця, майстриня народних художніх промислів, живопису та декоративного розпису, викладачка, керівниця жіночого мистецького гурту «Палітра». Заслужений майстер народної творчості України, член Національної спілки майстрів народного мистецтва України.

## Біографія
Тетяна Балбус народилася 14 жовтня 1962 року в смт Підволочиськ, Тернопільської області.
З 1973 по 1977 рік навчалася у Тернопільській художній школі. У1977 році вступила до Київського художньо-промислового технікуму, спеціальність «Художнє оформлення», де навчалася до 1981 року. Після закінчення технікуму 2 роки пропрацювала художницею-оформлювачкою центрального універмагу Бердянського «Курортпромторгу» (Запорізька область). В 1983 році вступає у Львівський державний інститут прикладного та декоративного мистецтва на кафедру «Художній текстиль». Після закінчення інституту у 1989 році працює художницею по тканинах Черкаського шовкового комбінату.
В 1992 році розпочала викладацьку діяльність, спершу з 1992 по 97 рр. викладає образотворче мистецтво в групах народних промислів спеціальностей «Художник розпису» і «Різьба по дереву» Кременецького ПТУ № 6, а згодом з 1998 року стає викладачкою образотворчого мистецтва у Кременецькому педагогічному коледжі ім. Т. Г. Шевченка. Через 4 роки, в 2002 році почала працювати викладачкою образотворчого мистецтва у Кременецькому обласному гуманітарно-педагогічному інституті ім. Тараса Шевченка, а вже потім у Кременецькій обласній гуманітарно-педагогічній академії імені Тараса Шевченка та за сумісництвом викладачкою Кременецької школи мистецтв ім. М. Вериківського.
З вересня 2003 року організувала мистецький жіночий гурт «Палітра» у м. Кременці, керує ним, організовує і проводить щорічно виставки художніх робіт гурту в місті та за його межами. До складу гурту «Палітра» входять викладачки кафедри образотворчого мистецтва та випускниці ВУЗу. Викладацьку роботу художниця поєднує з творчістю, щорічними виставками, а також активною діяльністю гурту «Палітра». З вересня 2017 року займає посаду доцента кафедри методики викладання мистецьких дисциплін Кременецької обласної гуманітарно-педагогічної академії імені Тараса Шевченка.
Одружена з художником та майстром з художньої обробки дерева. Діти Олександр та Юлія також реалізовують себе в творчих професіях. Юлія частково продовжує справу матер (модельєрка-дизайнерка), а син Олександр  — звукорежисер-аранжувальник.

## Творчість
Тетяна Балбус наразі працює в галузі абстрактного і декоративного живопису, народного розпису, аплікації і колажу, ткацтва і писанкарства. Серед живописних матеріалів надає перевагу гуаші, хоча в пленерних роботах використовує акварель, акрил, олійні фарби. Любить створювати квіткові композиції з реальних мотивів, а також стилізовані зображення мотивів природи, людей, тварин, сюжетні картини на основі мотивів народного мистецтва. В аплікаціях і колажах відображає теми навколишнього життя в творчому опрацюванні. Хобі — створення декорованих виробів — пляшок, текстильних писанок, орнаментальних скриньок, тарелей.

### Творча діяльність «Палітри»
Жіночий мистецький гурт «Палітра» у м. Кременці був організований за ініціативи Тетяни Балбус у 2003 році. Тоді до нього увійшли п'ять кременецьких художниць: Олександра Панфілова, Анна Мацега, Зоя Мацишина, Наталія Білецька і Тетяна Балбус (керівниця гурту). Свої твори вони представили на першій виставці у грудні 2003 року. Згодом до гурту приєдналися інші викладачки та випускниці кафедри образотворчого мистецтва. Щороку «Палітра» презентує свої нові творчі роботи у Кременецькому районному краєзнавчому музеї. Неодноразово художниці з гурту брали участь у міжнародних українсько-польських пленерах, фестивалях, конкурсах («Карпатський вернісаж», м. Івано-Франківськ, Міжнародний фестиваль писанкарства «Етнореволюція», с. Космач, Івано-Франківської області), в обласних, всеукраїнських і міжнародних виставках (Кременець, Збараж, Тернопіль, Краків).

## Виставки
- Персональна виставка аплікацій Тетяни Балбус в клубі творчої молоді «Іскорка» в м. Краків (Польща), вересень-жовтень 2009 року.
- Персональна виставка робіт у різних техніках у приватній галереї, м. Тернопіль, лютий-березень 2011 року[3]
- Персональна виставка аплікацій, колажів та живопису до 50-річчя мисткині у Тернопільському обласному художньому музеї, листопад 2012 року[4]
- Участь у арт-проекті «Різдвяний» в обласній картинній галереї м. Харків «Мистецтво Слобожанщини», грудень 2014-січень 2015 року[5].
- Участь у виставці-конкурсі «Кращий твір 2016 року» (м. Київ, Національна спілка майстрів народного мистецтва України), жовтень-листопад 2016 року.
- Участь у Всеукраїнській виставці «Зимова казка», Будинок художника (Київ), січень 2017 року.
- Персональна ювілейна виставка у Тернопільському обласному художньому музеї, жовтень-листопад 2017 року[6].

## Відзнаки
- Заслужений майстер народної творчості України[7].